# Émile Ntamack
Émile Ntamack (Lione, 25 giugno 1970) è un ex rugbista a 15 e allenatore di rugby a 15 francese, già tre quarti del Tolosa per 15 stagioni e poi tecnico dei tre quarti della nazionale francese.

## Biografia
È il padre di Romain Ntamack, anch'egli rugbista a 15 francese, che gioca nei ruoli di mediano di apertura e di tre quarti centro nel Tolosa militante in Top 14.
Proveniente dal calcio e dall'atletica, quando si trasferì a Tolosa per gli studi superiori entrò nella squadra di rugby del liceo Jolimont e, successivamente, una volta iscrittosi all'Università, nello Stade toulousain.
In tale club, nella cui prima squadra militò ininterrottamente dal 1988 al 2003, divenendovi professionista nel 1996, vinse due titoli di Francia giovanili, sei titoli assoluti, tre coppe di Francia e due Coppe d’Europa, nonché un campionato militare nel 1993, ai tempi del servizio presso un reggimento di paracadutisti.
A livello internazionale rappresentò la Francia in varie categorie: Under-18 (campione juniores FIRA nel 1989), Under-23, Militare e Universitaria, prima di esordire nella selezione maggiore nel 1994 contro il Canada; presente al Cinque Nazioni 1995, scese in campo in tutte le edizioni del torneo fino al 2000, eccezion fatta per quella del 1998 (periodo in cui, a causa di una pubalgia, rimase sostanzialmente inattivo), vincendo l'edizione 1997 con il Grande Slam.
Prese parte alla Coppa del Mondo di rugby 1995 (5 incontri, 3 mete) con solo 6 incontri internazionali alle spalle; quattro anni dopo fu presente all'edizione 1999 in Galles, nel quale la Francia giunse fino alla finale, persa, contro l'Australia.
L'ultimo incontro internazionale di Ntamack fu nel corso del Sei Nazioni 2000, contro l'Italia.
Terminò la carriera agonistica nel 2003, dopo essersi laureato campione d'Europa per la seconda volta.
Divenuto allenatore, gli fu affidata la squadra Espoirs (gli Under-21) del Tolosa; nel 2005 la Federazione gli affidò gli Under-21 della Francia, con i quali si laureò campione del mondo nel 2006, prima rappresentativa giovanile dell'Emisfero Nord a vincere la rassegna mondiale di categoria.
Nall'ottobre 2007 divenne assistente del neocommissario tecnico Marc Lièvremont alla guida della Nazionale francese, come allenatore dei tre quarti; a seguito delle annunciate dimissioni di Lièvremont alla fine della Coppa del Mondo di rugby 2011 e la presa in carico della Nazionale da parte di Philippe Saint-André, il ruolo di Ntamack in seno alla federazione è da definire.
La stessa Federazione ha ventilato per Ntamack un ruolo nella scuola rugby di Marcoussis.

## Palmarès

### Giocatore
- Campionati francesi: 7
Tolosa: 1988-89, 1993-94, 1994-95, 1995-96, 1996-97, 1998-99, 2000-01
- Coppe di Francia: 3
Tolosa: 1992-93, 1994-95, 1997-98
- Heineken Cup: 2
Tolosa: 1995-96; 2002-03

### Allenatore
- Campionato mondiale U-21: 1
Francia U-21: 2006